# رجل الثلج وزميلة العمل الباردة
رجل الثلج وزميلة العمل الباردة هي سلسلة مانغا يابانية من تأليف ورسم مايوكي توناغايا، تصدر على موقع غانغان بيكسيف التابع لشركة سكوير إنكس منذ يوليو 2019 وتم جمعها في 6 تانكوبون وتم عمل مسلسل أنمي من المقرر أن يعرض في 2023.